# 新集乡 (桐柏县)
新集乡，是中华人民共和国河南省南阳市桐柏县下辖的一个乡镇级行政单位。

## 行政区划
新集乡下辖以下地区：
新集村、张盖村、梁庄村、栗园村、王楼村、大苏庄村、王寨村、洛河村、徐庄村、杨湾村和磨沟村。